# Tàu điện ngầm Tokyo
Tại Tokyo hiện đang vận hành hai hệ thống tàu điện ngầm (Nhật: 地下鉄 (Địa hạ thiết) Hepburn: chikatetsu) lớn: Tokyo Metro và Tàu điện ngầm Toei. Hầu hết mạng lưới nằm trong phạm vi 23 quận đặc biệt, với một số đoạn kéo dài tới các tỉnh Chiba và Saitama. Đây là một phần của mạng lưới đường sắt chở khách của Vùng thủ đô Tokyo, với dịch vụ trực thông kết nối tới các tuyến đường sắt ngoại ô tại Tây Tokyo và tỉnh Kanagawa.

## Mạng lưới
Có hai đơn vị vận hành tàu điện ngầm chính tại Tokyo:
- Tokyo Metro – Trước đây là một công ty pháp định có tên là Cục Giao thông công cộng Nhanh Teito (TRTA), sau đó được chuyển đổi thành kabushiki gaisha (công ty cổ phần) vào năm 2004. Hiện công ty đang vận hành 180 nhà ga trên 9 tuyến và 195,0 kilômét (121,2 mi) chiều dài đường sắt.[1]
- Tàu điện ngầm Toei – được quản lý bởi Cục Giao thông vận tải Đô thị Tokyo, một cơ quan trực thuộc Chính quyền Đô thị Tokyo. Đơn vị này đang vận hành 106 nhà ga trên 4 tuyến và 109,0 kilômét (67,7 mi) chiều dài đường sắt.[4]

Tính đến  năm 2023, mạng lưới tàu điện ngầm tại Tokyo, bao gồm cả Tokyo Metro và Tàu điện ngầm Toei, bao gồm 286 nhà ga và 13 tuyến, với tổng chiều dài 304,0 kilômét (188,9 mi). Hai mạng lưới Tokyo Metro và Toei kết hợp chuyên chở trung bình hơn 8 triệu hành khách mỗi ngày. Mặc dù được xếp hạng thứ hai thế giới về lượng hành khách sử dụng (xếp sau Tàu điện ngầm Thượng Hải) tính đến năm 2019, tàu điện ngầm chỉ chiếm một phần nhỏ trong tổng thể mạng lưới vận tải đường sắt công cộng tại Tokyo—chỉ 286 trong tổng số 938 nhà ga đường sắt, tính đến năm 2020. Với 8,7 triệu hành khách mỗi ngày, hệ thống tàu điện ngầm Tokyo chỉ mới phục vụ 22% trong tổng số 40 triệu hành khách tham gia giao thông đường sắt hàng ngày tại thành phố Tokyo. Các hệ thống đường sắt đô thị khác bao gồm Keikyu (trước đây là Đường sắt Tốc hành Điện Keihin), Keiō, Đường sắt Điện Keisei, Đường sắt Điện Odakyu, Đường sắt Seibu, Đường sắt Tobu và Tokyu.
| Màu tuyến          | Biểu tượng  | Tên tuyến                    | Tiếng Nhật     | Chiều dài   |             |             |             |             |             |
| Tokyo Metro        | Tokyo Metro | Tokyo Metro                  | Tokyo Metro    | Tokyo Metro | Tokyo Metro | Tokyo Metro | Tokyo Metro | Tokyo Metro | Tokyo Metro |
| ------------------ | ----------- | ---------------------------- | -------------- | ----------- | ----------- | ----------- | ----------- | ----------- | ----------- |
| Cam                |             | Tuyến Ginza                  | 銀座線         | 14,3 km     |             |             |             |             |             |
| Đỏ                 |             | Tuyến Marunouchi             | 丸ノ内線       | 27,4 km     |             |             |             |             |             |
| Đỏ                 |             | Tuyến nhánh Tuyến Marunouchi | 丸ノ内線分岐線 | 3,2 km      |             |             |             |             |             |
| Bạc                |             | Tuyến Hibiya                 | 日比谷線       | 20,3 km     |             |             |             |             |             |
| Xanh da trời       |             | Tuyến Tōzai                  | 東西線         | 30,8 km     |             |             |             |             |             |
| Xanh lá            |             | Tuyến Chiyoda                | 千代田線       | 24,0 km     |             |             |             |             |             |
| Xanh lá            |             | Tuyến nhánh Tuyến Chiyoda    | 千代田線分岐線 | 2,6 km      |             |             |             |             |             |
| Vàng               |             | Tuyến Yūrakuchō              | 有楽町線       | 28,3 km     |             |             |             |             |             |
| Tím                |             | Tuyến Hanzōmon               | 半蔵門線       | 16,8 km     |             |             |             |             |             |
| Xanh mòng két      |             | Tuyến Namboku                | 南北線         | 21,3 km     |             |             |             |             |             |
| Nâu                |             | Tuyến Fukutoshin             | 副都心線       | 20,2 km     |             |             |             |             |             |
| Tàu điện ngầm Toei |             |                              |                |             |             |             |             |             |             |
| Hồng               |             | Tuyến Asakusa                | 浅草線         | 18,3 km     |             |             |             |             |             |
| Xanh lam           |             | Tuyến Mita                   | 三田線         | 26,5 km     |             |             |             |             |             |
| Xanh lá            |             | Tuyến Shinjuku               | 新宿線         | 23,5 km     |             |             |             |             |             |
| Magenta            |             | Tuyến Ōedo                   | 大江戸線       | 40,7 km     |             |             |             |             |             |

Một số tuyến khác không được phân loại chính thức là tàu điện ngầm:
- Công ty cổ phần Đường sắt Tốc hành Ven biển Tokyo (TWR) hoạt động duy nhất một tuyến đường sắt chạy chủ yếu dưới lòng đất với 8 nhà ga, chuyên chở 200.200 hành khách mỗi ngày vào năm 2010.[8]
- Tuyến Đường sắt Tốc hành Saitama, bản chất là một phần mở rộng của Tuyến Namboku Tokyo Metro, chủ yếu đi ngầm với 8 nhà ga.
- Tuyến Đường sắt Tốc hành Tōyō, bản chất là một phần mở rộng của Tuyến Tōzai Tokyo Metro, chạy kết hợp trên cao và đi ngầm với 9 nhà ga.
- Tuyến Yamanote và Tuyến Chūō (tốc hành) không phải là các tuyến tàu điện ngầm, mà là một tuyến đường sắt vòng tròn (Tuyến Yamanote) và một tuyến xuyên tâm được vận hành với tần suất tương tự như metro. Chúng thuộc sở hữu bởi Công ty Đường sắt Đông Nhật Bản, đóng vai trò huyết mạch trong hệ thống vận tải ở trung tâm Tokyo, và thường được thể hiện trên các bản đồ tàu điện ngầm Tokyo.

Tàu điện ngầm Yokohama và Tuyến Minatomirai cũng hoạt động tại khu vực Vùng thủ đô Tokyo, nhưng chúng không kết nối trực tiếp với mạng lưới tàu điện ngầm Tokyo. Tuy nhiên, các chuyến tàu trực thông trực tiếp từ Tuyến Fukutoshin Tokyo Metro vẫn thường xuyên chạy vào Tuyến Minatomirai của Yokohama thông qua Tuyến Tōkyū Tōyoko.